# 尼科利奇移民鎮
34°49′S 56°1′W / 34.817°S 56.017°W
尼科利奇移民鎮（西班牙語：General Líber Seregni），是烏拉圭的城鎮，位於該國南部，處於蒙得維的亞東北面23公里，由卡內洛內斯省負責管轄，海拔高度20米，2011年人口9,624。